# Luna–3

A Luna–3 (Luna E-2A-1) (a nemzetközi sajtó megnevezése szerint: Lunyik-3) sikeresen pályára állított holdszonda, melyet a szovjet Luna-program részeként indítottak.  Először készített fényképeket a Hold Földről nem látható oldaláról.  

## Küldetés
A kialakított ellipszispálya eredményeként lefényképezte a Hold Földről nem látható oldalát. Ezek voltak az első, űreszközről végrehajtott csillagászati megfigyelések a világűrből. A szonda röppályáját a Föld–Hold rendszer körüli keringésre állították.
Tervezett feladat a Hold megközelítése, felületének fényképezése, a kozmikus sugárzás, a napszél, a mikrometeoritok, az interplanetáris anyag és a Hold mágneses terének vizsgálata volt.

## Jellemzői
Építette és üzemeltette az OKB–1 (oroszul: Особое конструкторское бюро №1, ОКБ-1).
1959. október 4-én a Bajkonuri űrrepülőtér indítóállomásról egy párhuzamos elrendezésű, Vosztok hordozórakétával indították pályára. Közvetlen felemelkedéssel érték el a szökési sebességet.
Energiaellátásáról napelemek segítségével töltött kémiai akkumulátorok gondoskodtak. A szonda tömege 279 kilogramm, hossza 1,3 méter, maximális átmérője 1,2 méter volt, felületén helyezték el a napelemeket. Felszerelése, műszerezettsége megegyezett a Luna–1, Luna–2 szondákéval.
Október 6-án 6200 kilométerrel a Hold mellett elhaladva folyamatosan készített felvételeket. Október 7-én, a pályaelemeknek köszönhetően 65 200 kilométerről 40 perc alatt 29 fényképet készített a Hold rejtett oldaláról, átfogva a felület 70 százalékát. A panorámaképeket 200 milliméteres, a részletes felvételeket 500 milliméteres objektívvel készítették. A képeket szabványos 35 mm-es méretű, azonban  speciális, magas hőmérsékletnek ellenálló filmre készítették, majd előhívás és száradás után tv-kamerával elektronikus jelekké alakították, és így küldték vissza a Földre. Október 10-én 480 000 kilométer távolságba került a Földtől.  Október 18-án visszatérve a Hold közelébe további 17 felvételt készített, majd a rendszerrel megszakadt a kapcsolat. 
A műhold a gravitációs hatások miatt tovább keringett; egy keringés periódusa 15 nap, 7 óra és 30 perc volt. A Föld-Hold rendszerben végzett 11 fordulatot követően a Föld légkörébe belépve elégett.

## Külső hivatkozások
- Luna-3. zarya.info. [2022. július 1-i dátummal az eredetiből archiválva]. (Hozzáférés: 2012. november 22.)
- Luna-3. lib.cas.cz. [2013. október 13-i dátummal az eredetiből archiválva]. (Hozzáférés: 2013. január 11.)
- Luna-3. nasa.gov. [2013. február 26-i dátummal az eredetiből archiválva]. (Hozzáférés: 2013. január 12.)

| Elődje: Luna–2 | Luna-program 1958–1960 | Utódja: Luna E–3–1 |